# Плиська
Плиська — (давня назва Плеска або Плиска) річка в Україні у Фастівському районі Київської області, права притока річки Унави (басейн Дніпра).

## Опис
Довжина річки 12  км.,  похил річки— 4,6 м/км. Формується з 1 безіменного струмка та 5 водойм. Площа басейну 46,8 км².

## Розташування

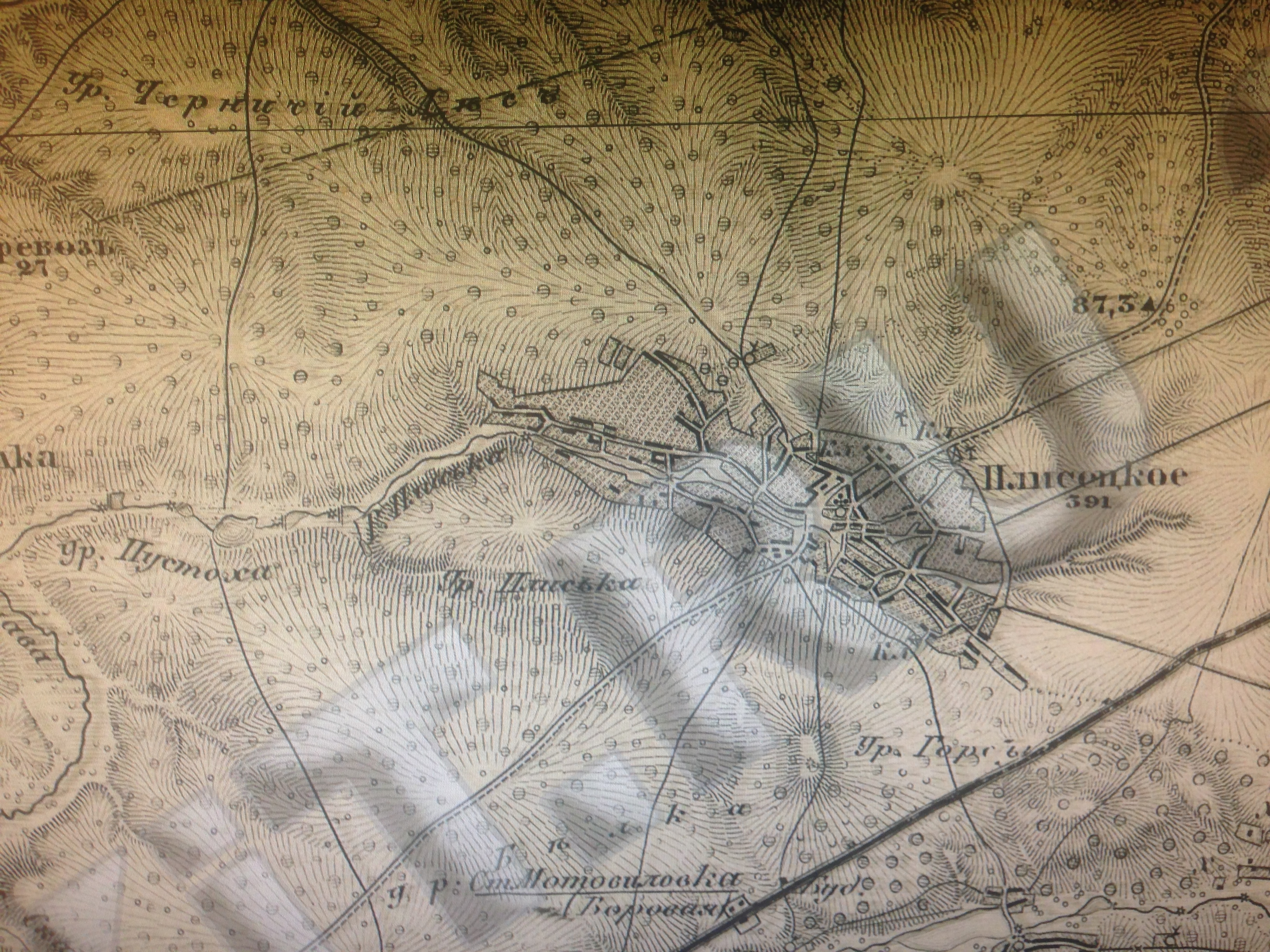
Річка Плиська на мапі Шуберта Ф. Ф., 1877, р.

Плиська бере початок на східній околиці села Плесецьке і тече через нього на захід через урочище Пустоху. На східній околиці села Чорногородки впадає у річку Унаву, праву притоку Ірпеня.